# Rayton Fissore

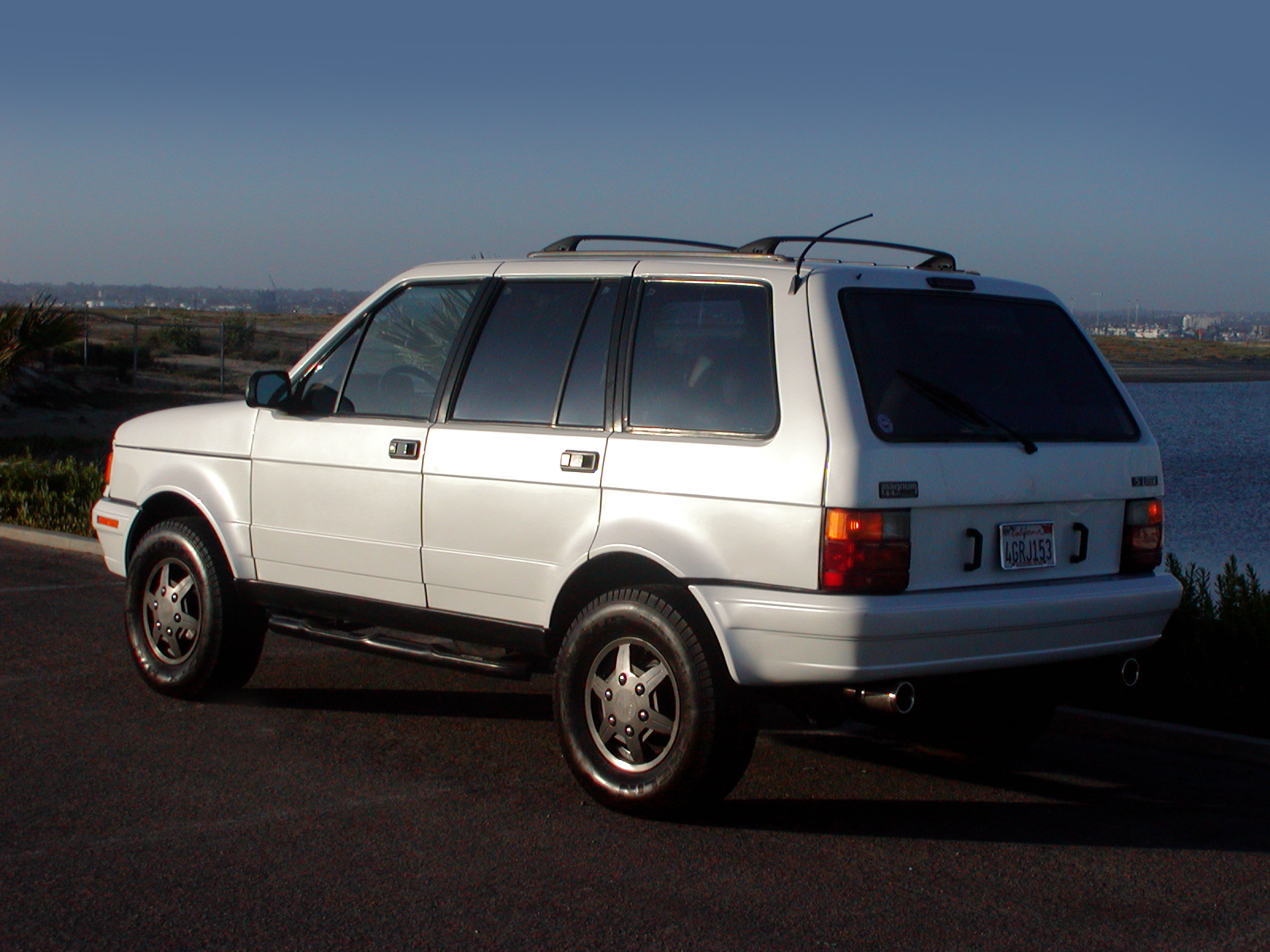
Rayton Fissore Magnum (verze pro USA s názvem Laforza)

Rayton Fissore byla italská společnost založená v roce 1976. Zabývala se automobilovým designem, stavbami prototypů a úpravami sériových automobilů.
V roce 1984 představila vlastní model, terénní vůz kategorie SUV nazvaný Magnum 4x4, a ve stejném roce zahájila jeho malosériovou výrobu. První vozy Magnum poháněly čtyřválcové motory 2.0/138 HP a 2.4TD/105 HP. V roce 1987 byly čtyřválce nahrazeny šestiválcovými motory 2.5/158 HP, 3.4/211 HP a 2.4TD/115 HP.
Rayton Fissore ukončil výrobu vozů Magnum v roce 1989, jejich výrobu pak převzala společnost Laforza, která je vyráběla ještě po roce 2000.